# أبو نصر بن السري
أبو نصر محمد بن السري بن الحكم، ( - 206 هـ/ يناير 822م) هو والي مصر العباسي خلفًا لوالده السري بن الحكم، من 820م حتى وفاته في 822م (205–206هـ).

## سيرته
أبو نصر هو ابن السري بن الحكم ، الذي تولى ولاية مصر مرتين، وقد تولى مصر بعد وفاة والده في نوفمبر 820م. بسبب النزاع الذي نشأ خلال الحرب بين الأمين والمأمون، وكانت سلطة أبي نصر الفعلية مقصورة بشكل أساسي على الجزء الجنوبي من مصر، بينما كان جزء كبير من الوجه البحري والحوف الشرقي في يد علي بن عبد العزيز. بُويع له يوم الأحد مستهلّ جمادى الآخرة سنة 205 هـ وهو عَلَى الصلاة والخَراج فجعل عَلَى شُرَطه محمد بْن قُشاش، ثمَّ عزله وولَّى أخاه عُبَيْد اللَّه بْن السَّريّ، فاستخلف محمد بْن عُتبة بْن يَعْفُر المَعافريّ.
سار أخوه أحمد بْن السَّريّ لقتال علي بن عبد العزيز، فانهزم أحمد بْن السَّريّ. ثمَّ بعث أَبُو نَصر أيضًا بمراكبه عليها أحمد بْن السَّريّ، فأتاه عليّ بْن الجَرَويّ، فالتقوا بدَمَنْهُور، فيُقال: أن القَتْلى بينهما كانوا يومئذٍ سبعة آلاف، وانصرف أحمد بْن السّريّ إلى الفُسطاط، وتبِعه أَبُو ثَور اللَخْميّ فِي مراكب عليّ بْن الحَرَويّ إلى جِسر الفُسطاط. وعزم عَلَى حرق الفُسطاط، فخرج إِلَيْهِ أهل مِصر وسأَلوه الكفّ، ومضى فرَج أَبُو حرْمَلة إلى عليّ بْن الجرَويّ فسأَله الصُّلح، فاصطلحا عَلَى أن يكفّ أحدهما عَن الآخر.
تُوُفّي أَبُو نصر ليلة الاثنين 8 شعبان سنة 206 هـ/يناير 822م، وكانت وِلايته عليها أربعة عشر شهرًا. وخلفه أخوه عبيد الله بن السري.